# Hugo Seitz
Hugo Seitz (* 11. Juni 1865 in Reutlingen; † nach 1931) war ein württembergischer Oberamtmann.

## Leben
Seitz, Sohn eines Bahnmeisters und evangelischer Konfession, studierte nach dem Abitur am Realgymnasium Stuttgart von 1882 bis 1886 Regiminalwissenschaften in Tübingen und Leipzig. Er legte 1886 die erste und 1888 die zweite höhere Dienstprüfung ab.
Er trat 1889 in die württembergische Innenverwaltung ein und war bis 1891 stellvertretender Amtmann. Von 1891 bis 1898 war er Amtmann beim Oberamt Ellwangen und von 1898 bis 1901 Kollegialhilfsarbeiter bei der Regierung des Donaukreises im Range eines Amtmanns. Er leitete als Oberamtmann von 1901 bis 1909 das Oberamt Vaihingen. 1909 wurde er Regierungsrat. Von 1917 bis 1931 war er Oberregierungsrat und Vorstand der Versicherungsanstalt Württemberg. 1931 trat er in den Ruhestand.

## Auszeichnungen
- Silberne Karl-Olga-Medaille
- Landwehr-Dienstauszeichnung 2. Klasse
- 1913: Ritterkreuz 1. Klasse des Friedrichsordens